# 蕭永
蕭永（6世紀—558年或570年），南蘭陵郡蘭陵縣（今江蘇省常州市武進區）人，南朝梁宗室，鄱陽忠烈王蕭恢之子。

## 生平
蕭永初以王子例封觀寧縣開國侯，食邑五百戶。太清三年（549年）三月，侯景攻陷建康宮城。約此前後，蕭永前往臨川郡投奔以信義聞名的當地豪族周敷。蕭永來臨後，周敷厚加給恤，送其前往豫章郡避難。十月，歷陽太守莊鐵率衆歸附正在抵禦侯景軍隊的梁簡文帝之子江州刺史、尋陽王蕭大心，蕭大心遂任用其為豫章內史。但莊鐵到達豫章郡後，即背叛刺史蕭大心，歸附與蕭大心處於對立狀態的征北將軍、鄱陽嗣王蕭範，於是推奉蕭範之弟蕭永為豫章內史。
大寶元年（550年），蕭範派蕭永率兵疏通南川，助莊鐵對抗蕭大心。五月，蕭範去世，屬將侯瑱前往豫章郡依附莊鐵。侯瑱因受到猜忌而不自安，在當年六月使詐殺死莊鐵後佔據豫章郡。七月，侯景屬將于慶進逼豫章，侯瑱投降。
大寶二年（551年）七月，侯瑱背叛侯景，被承制的湘東王蕭繹任命為兗州刺史，蕭永又復任豫章內史。八月，侯景逼迫梁簡文帝禪位於豫章嗣王蕭棟，蕭棟的封國被撤除，豫章內史蕭永轉為豫章太守。
蕭永在豫章郡任內，昏庸無能，缺乏決斷，政事都交付給武蠻奴，軍主文重也因此非常嫉恨武蠻奴。承聖二年（553年）正月，梁元帝下詔王僧辯，命其率眾軍士征討舉兵叛亂的王琳前長史陸納。五月，蕭永響應詔書，率兵出討陸納。蕭永行至宮亭湖時，文重將武蠻奴殺死，軍隊也因此潰散，蕭永逃奔梁元帝朝廷所在的江陵。事發後，文重率部眾投奔吳州刺史、開建侯蕭蕃，但卻被其殺死，部眾也被其兼併。
承聖三年（554年），西魏攻陷江陵，杀梁元帝，蕭永被擄至關中。北周明帝二年（558年）或天和五年（570年），蕭永去世，同為梁舊臣的庾信作《思舊銘》以追悼蕭永，王褒亦作《送觀寧侯葬詩》以抒發羈旅之愁。